# Andrej Miruk
Andrej Miruk – białoruski bokser, brązowy medalista Mistrzostw Europy Juniorów z roku 1997, dwukrotny uczestnik Mistrzostw Świata z roku 2003, 2005 oraz mistrz Białorusi z roku 2006.

## Kariera
W kwietniu 1997 doszedł do półfinału turnieju Gazety Pomorskiej rozgrywanego w Bydgoszczy. Finałową walkę przegrał jednym punktem. W lipcu 1996 zdobył brązowy medal na Mistrzostwach Europy Juniorów w Birmingham. W 1/8 finału mistrzostw pokonał na punkty (+5:5) reprezentanta Szwecji Giovanniego Alvareza. W ćwierćfinale pokonał na punkty (7:1) reprezentanta Łotwy Raitisa Atvarsa, zapewniając sobie brązowy medal w kategorii lekkośredniej. W półfinale przegrał na punkty (1:3) z reprezentantem Niemiec Adnanem Ćaticiem. W kwietniu 1998 ponownie został finalistą turnieju Gazety Pomorskiej w kategorii lekkośredniej. W finale przegrał z Niemcem Lukasem Wilaschkiem.
W lipcu 2003 reprezentował Białoruś na Mistrzostwach Świata w Bangkoku. Rywalizację rozpoczął a zarazem zakończył w 1/16 finału, w którym przegrał z reprezentantem Finlandii Jani Rauhalą. W lipcu 2005 był w kadrze Białorusi na Puchar Świata w Moskwie. Miruk stoczył dwa pojedynki, przegrywając z Rosjaninem Jewgienijem Makarienką oraz odnosząc zwycięstwo nad Williamem Rosinskym. Ostatecznie drużyna Białorusi nie awansowała do półfinału. W listopadzie tego samego roku startował na Mistrzostwach Świata, ale odpadł już w pierwszej walce, przegrywając z Marijo Šivoliją.
W 2006 został mistrzem Białorusi oraz finalistą turnieju im. Feliksa Stamma.